# Manat azerbaiyano
El manat (ISO: AZN) es la moneda de curso legal de Azerbaiyán. Está dividida en 100 gaepik (en azerí = "qəpik"). La palabra manat es un préstamo de la palabra rusa монета, que significa "moneda". También se denominó manat al antiguo rublo soviético, tanto en Azerbaiyán como en las antiguas repúblicas de habla túrquica. 
El símbolo para el manat es ₼, hasta que sea implementado por el formato Unicode se utiliza en su lugar m o man.

## Historia

### Primer manat (1919 - 1923)
La antigua República Democrática de Azerbaiyán, antecesora de la República Socialista Soviética de Azerbaiyán, emitió sus propias monedas entre 1919 y 1923. La moneda era el manat (en azerí: منات, en ruso: рубль) con las denominaciones escritas en ambos idiomas, e incluso en francés para los billetes. Este manat sustituyó al primer Rublo transcaucásico y fue reemplazado de nuevo por el rublo transcaucáisco cuando Azerbaiyán integró la República Socialista Federativa Soviética de Transcaucasia. No se emitieron subdivisiones, y sólo existió el papel moneda.
Las denominaciones durante la República Democrática eran de 25, 50, 100, 250 y 500 manat, mientras que durante la época soviética se emitieron billetes de 5, 100, 1.000, 5.000, 10.000, 25.000, 50.000, 100.000, 250.000, 1.000.000 y 5.000.000 de manat.

### Segundo manat (1992 - 2006)
El segundo manat se introdujo el 15 de agosto de 1992. Se le asignó el código ISO 4217 AZM y sustituyó al rublo soviético con una tasa de cambio de 10 rublos = 1 manat.
Desde comienzos de 2002 hasta 2005, la tasa de cambio se mantuvo relativamente estable, variando entre los 4.770 y 4.990 manat por dólar estadounidense. A comienzos de la primavera de 2005 hubo un pequeño pero continuo incremento del valor del manat frente al dólar, razón por la que se vio incrementada la afluencia de petrodólares al país, acompañado de un alto precio del petróleo en el mercado mundial. A finales de 2005, un dólar equivalía a 4.591 manat. Los billetes inferiores a 100 manat desaparecieron de la circulación, así como las monedas con denominación en qəpik.

#### Monedas
Las monedas se acuñaron en denominaciones de 5, 10, 20 y 50 qəpik, fechadas entre 1992 y 1993. Aunque el cuproníquel y el latón se utilizó para las emisiones de 1992, en 1993 se sustituyeron por aluminio.
La última serie de monedas acuñadas en 2006 son de las siguientes denominaciones: 1, 3, 5, 10, 20 y 50 qəpik.

#### Billetes
En 1992 se emitieron billetes de 1, 5, 10 y 250 manat, a los que les siguieron nuevas emisiones de 1, 5, 10, 50, 100, 500 y 1.000 manat en 1993.
Las últimas denominaciones fueron las de 10.000 manat en 1994 y 50.000 manat en 1996. Además en 2001 se introdujo un nuevo diseño de 1.000 manat.
En 2006 con la introducción del nuevo manat se emiten nuevos billetes en denominaciones de 1, 5, 10, 20, 50 y 100 manat. El diseñador fue Robert Kalina, responsable del diseño de los billetes de euro. 

### Tercer manat (2006)
El 1 de enero de 2006, se introdujo el nuevo manat (ISO 4217: AZN) con una tasa de cambio de 1 AZN = 5.000 AZM. Desde octubre de 2005 los precios se indicaban tanto en antiguos manat como en nuevos manat para facilitar la transición. Las monedas con denominaciones en qəpik, sin utilizarse desde 1993 debido a la inflación, se han vuelto a introducir con la nueva moneda. El antiguo manat fue la moneda de curso legal hasta el 31 de diciembre de 2006. Los billetes en circulación son de 1, 5, 10, 20, 50, 100 y 200 manat. Fueron diseñados por el diseñador de billetes austriaco Robert Kalina, quien también diseñó los billetes actuales del euro y la libra siria. Los billetes parecen bastante similares a las del euro y la elección de los motivos se inspiró en los billetes en euros.

## Monedas actuales
| Imagen | Valor nominal | Diámetro (mm) | Espesor (mm) | Mada (g) | Descripción                                                                                     | Descripción                                 | Fecha de emisión |
| Imagen | Valor nominal | Diámetro (mm) | Espesor (mm) | Mada (g) | Anverso                                                                                         | Reverso                                     | Fecha de emisión |
| ------ | ------------- | ------------- | ------------ | -------- | ----------------------------------------------------------------------------------------------- | ------------------------------------------- | ---------------- |
|        | 1             | 16,25         | 1,9          | 2,8      | Tema: Cultura. Instrumentos tradicionales utilizados en la ejecución de la música modal-mugham. | Mapa de Azerbaiyán, nombre del país y valor | Enero de 2006    |
|        | 3             | 18            | 2,15         | 3,45     | Tema: Escritura y literatura.                                                                   | Mapa de Azerbaiyán, nombre del país y valor | Enero de 2006    |
|        | 5             | 19,75         | 2,2          | 4,85     | Tema: Historia. Torre de la Doncella.                                                           | Mapa de Azerbaiyán, nombre del país y valor | Enero de 2006    |
|        | 10            | 22,25         | 1,95         | 5,25     | Tema: Karabaj.                                                                                  | Mapa de Azerbaiyán, nombre del país y valor | Enero de 2006    |
|        | 20            | 24,25         | 2,1          | 6,6      | Tema: Educación y futuro.                                                                       | Mapa de Azerbaiyán, nombre del país y valor | Enero de 2006    |
|        | 50            | 25,5          | 2,2          | 7,7      | Tema: Economía y progreso.                                                                      | Mapa de Azerbaiyán, nombre del país y valor | Enero de 2006    |

## Billetes actuales
| Imagen  | Imagen  | Valor nominal | Tamaños (mm) | Año  | Color principal | Descripción | Descripción                                                                     |
| Anverso | Reverso | Valor nominal | Tamaños (mm) | Año  | Color principal | Anverso | Reverso                                                                         |
| ------- | ------- | ------------- | ------------ | ---- | --------------- | --- | ------------------------------------------------------------------------------- |
|         |         | 1             | 120×70       | 2005 | Gris            | Tema: Cultura Instrumentos de música popular azerbaiyana (daf, Kamanché).                                                                                                 | Adornos de antiguas alfombras de Azerbaiyán.                                    |
|         |         | 5             | 127×70       | 2005 | Naranja         | Tema: Escritura y literatura. Antiguos escritores, poetas y libros de Azerbaiyán, con un extracto escrito del himno nacional y cartas del alfabeto azerí contemporáneo.   | Dibujos en el parque nacional de Gobustán, muestras del antiguo alfabeto turco. |
|         |         | 10            | 134×70       | 2005 | Verde azulado   | Tema: Historia Antiguo Bakú, el Palacio de los Shirvansháhs y la Torre de la Doncella en un contexto de la muralla Icheri Sheher.                                         | Adornos de antiguas alfombras de Azerbaiyán.                                    |
|         |         | 20            | 141×70       | 2005 | Verde           | Tema: Karabaj. Señales de poder (una espada, un casco y un escudo) | Símbolo de la paz.                                                              |
|         |         | 50            | 148×70       | 2005 | Amarillo        | Tema: Historia y futuro. Jóvenes, escaleras (como símbolo de progreso), sol (como símbolo de fuerza y luz) y símbolos químicos y matemáticos (como signos de la ciencia). | Adornos de antiguas alfombras de Azerbaiyán.                                    |
|         |         | 100           | 155×70       | 2005 | Malva           | Tema: Economía y desarrollo. Símbolos arquitectónicos desde la antigüedad hasta hoy, el símbolo del manat (₼) y los símbolos del crecimiento económico.                   | Adornos de antiguas alfombras de Azerbaiyán.                                    |
|         |         | 200           | 160×70       | 2018 | Azul            | Tema: Arquitectura moderna. Centro Heydar Aliyev, Bakú. | Adornos de antiguas alfombras de Azerbaiyán.                                    |

### Cambios en los billetes en el 2009
- En 2009, el Azərbaycan Milli Bankı (Banco Nacional de Azerbaiyán) pasó a llamarse Azərbaycan Respublikasının Mərkəzi Bankı (Banco Central de Azerbaiyán). En 2010, el billete de 1 manat se emitió con el nuevo nombre del banco emisor, en 2012 se emitió un billete de 5 manat con el nuevo nombre del banco emisor y en 2017 un billete de 100 manat con fecha de 2013 se emitió con el Nuevo nombre del banco emisor. En 2018 se emitió el billete de 200 manat ya con el nuevo nombre del banco emisor.

| Imagen  | Imagen  | Valor nominal y año             |
| Anverso | Reverso | Valor nominal y año             |
| ------- | ------- | ------------------------------- |
|         |         | 1 manat (2010)                  |
|         |         | 5 manat (2012)                  |
|         |         | 100 manat (2013)                |
|         |         | 200 manat (2018)                |
|         |         | 500 manat (2021, conmemorativo) |